# Bartolomějské náměstí
Bartolomějské náměstí, resp. náměstí Bartolomějské, se nachází na ostrově tvořeném řekou Moravou ve Veselí nad Moravou v okrese Hodonín v Jihomoravském kraji.

## Historie a popis
Žulou vydlážděné Bartolomějské náměstí má zhruba čtvercový půdorys o stranách 60×60 m. Leží mimo současné centrum města, avšak představuje cenné původní historické jádro města Veselí nad Moravou. V letech 2009 až 2010 proběhl během zdařilé revitalizace Bartolomějského náměstí, kterou prováděly firmy VHS plus a Vodohospodářské stavby, důležitý archeologický výzkum. Tento výzkum překvapivě objevil zbytky příkopu z přelomu 13. a 14. století, tj. z období ještě před založením města. Bartolomějské náměstí sloužilo a stále slouží jako občasné místo trhů a společenských událostí. Jsou zde také parkoviště a zeleň.

### Zajímavosti
- Dům přírody Bílých Karpat - muzeum
- Kašna s fontánou
- Kostel svatého Bartoloměje - barokní sakrální stavba na východě náměstí se žlutou fasádou. Pochází z roku 1741.
- Městské muzeum Veselí nad Moravou
- Pítko
- Sochy sv. Františka z Pauly a sv. Jana Nepomuckého umístěné při vchodu kostela sv. Bartoloměje

- Sousoší Panny Marie s Ježíškem - kopie barokní práce z poloviny 18. století, která byla postavena na počest statečnému pukrmistrovi Pavlu Přenskému.

## Další informace
Bartolomějské náměstí se nachází poblíž několika cyklostezek, např. Moravská stezka, EuroVelo 4 aj.

## Galerie

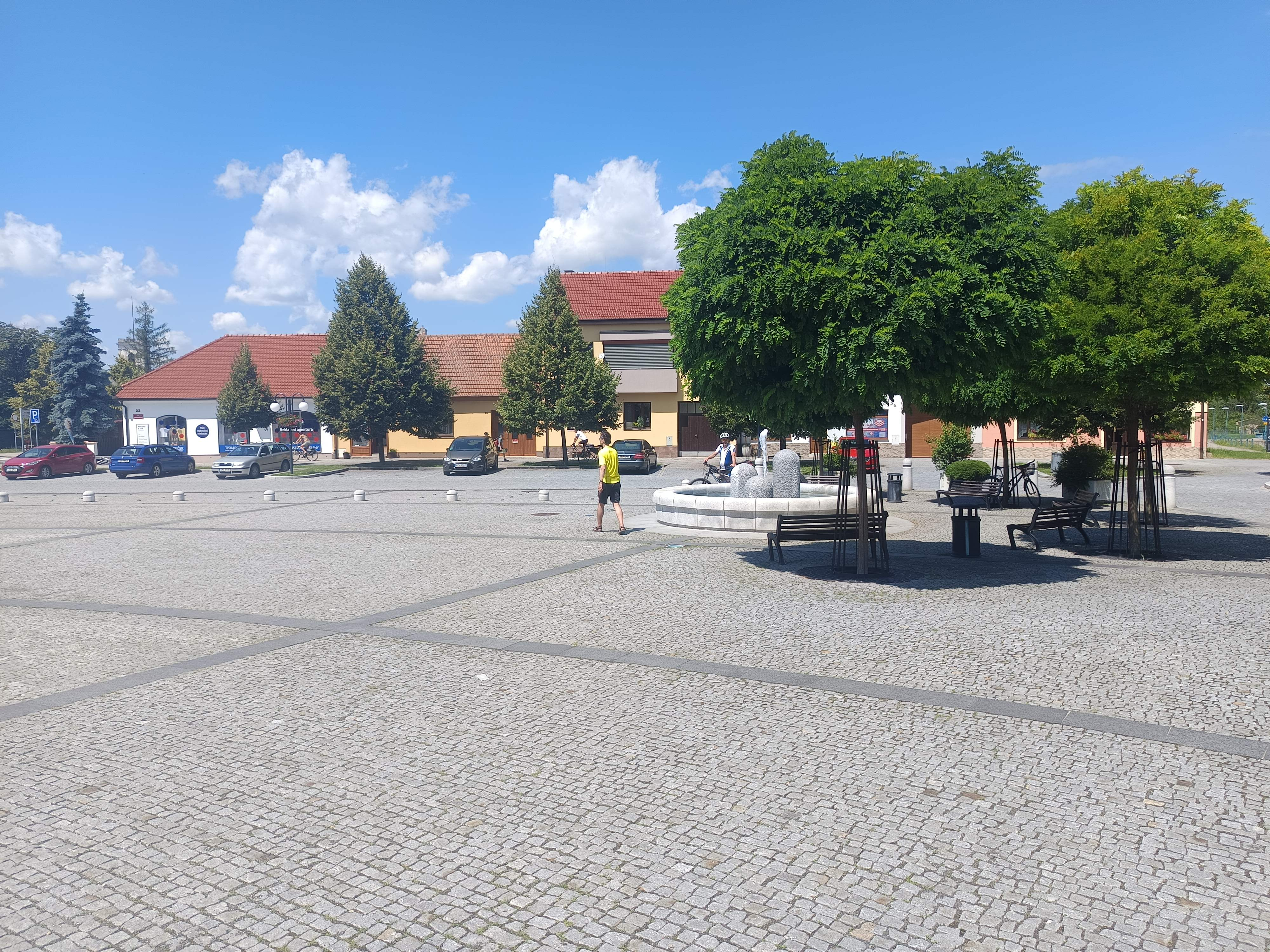
Kašna s fontánou a Kostel svatého Bartoloměje
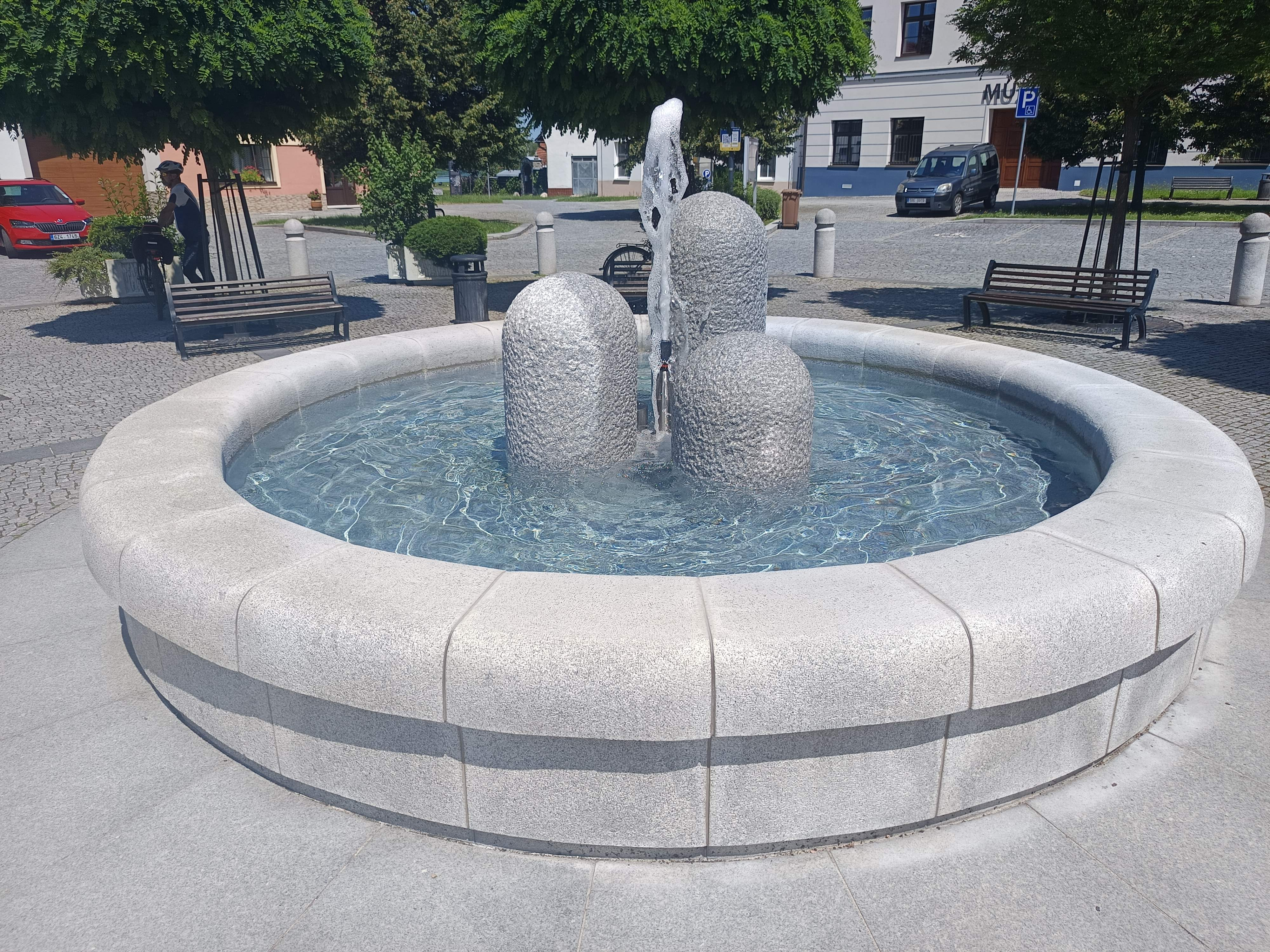
Kašna s fontánou
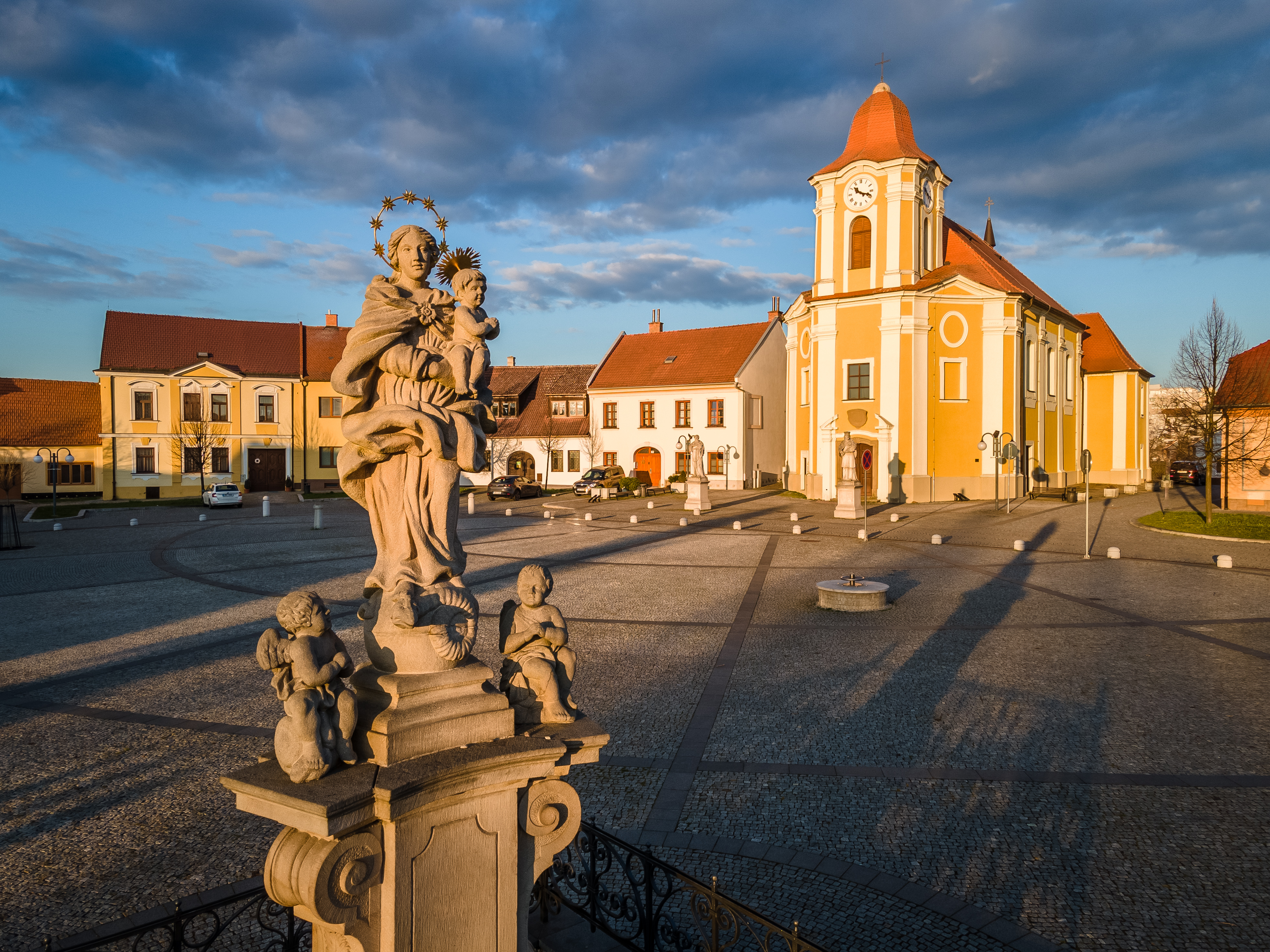
Sousoší Panny Marie s Ježíškem
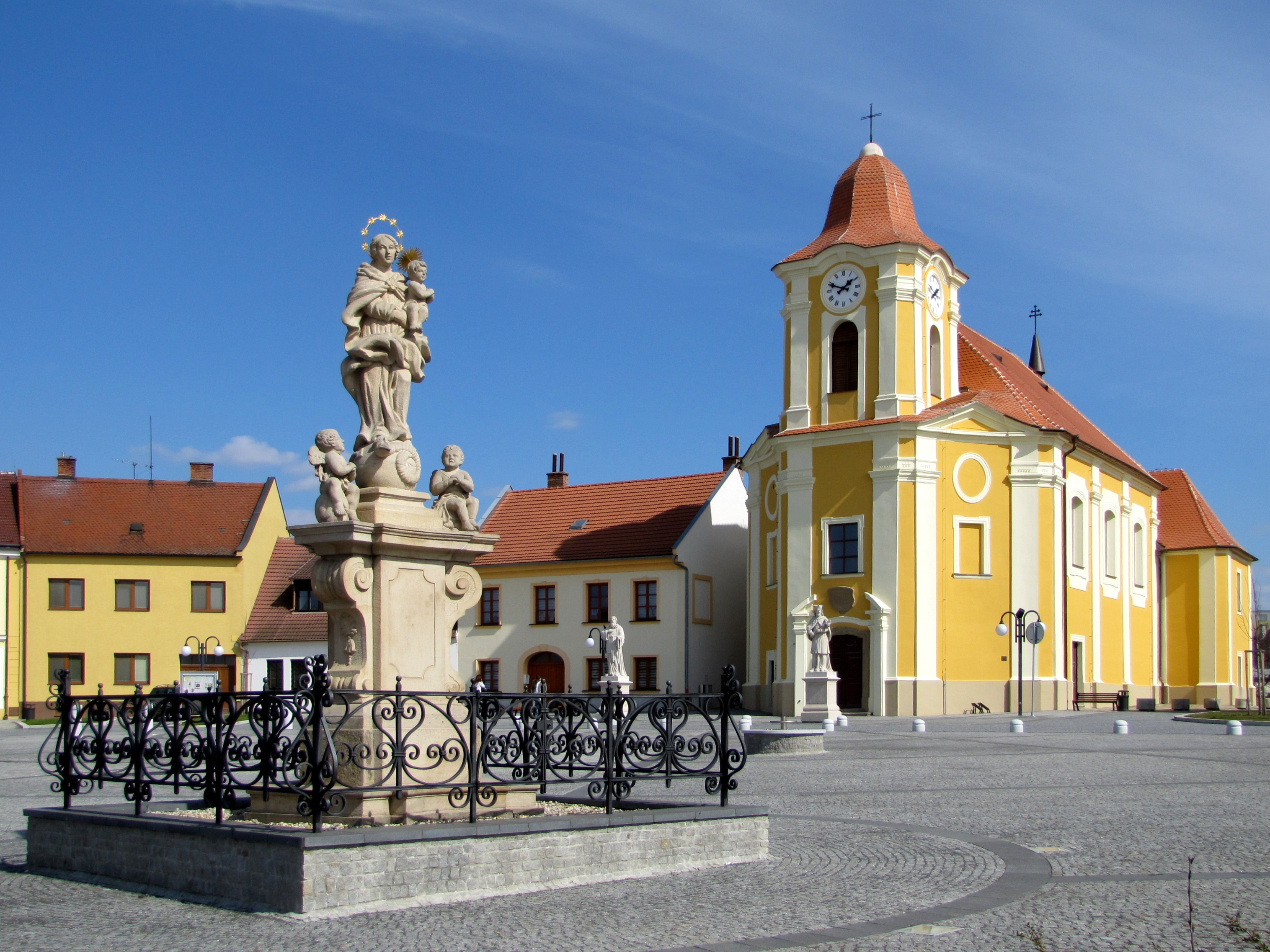
Sousoší Panny Marie s Ježíškem
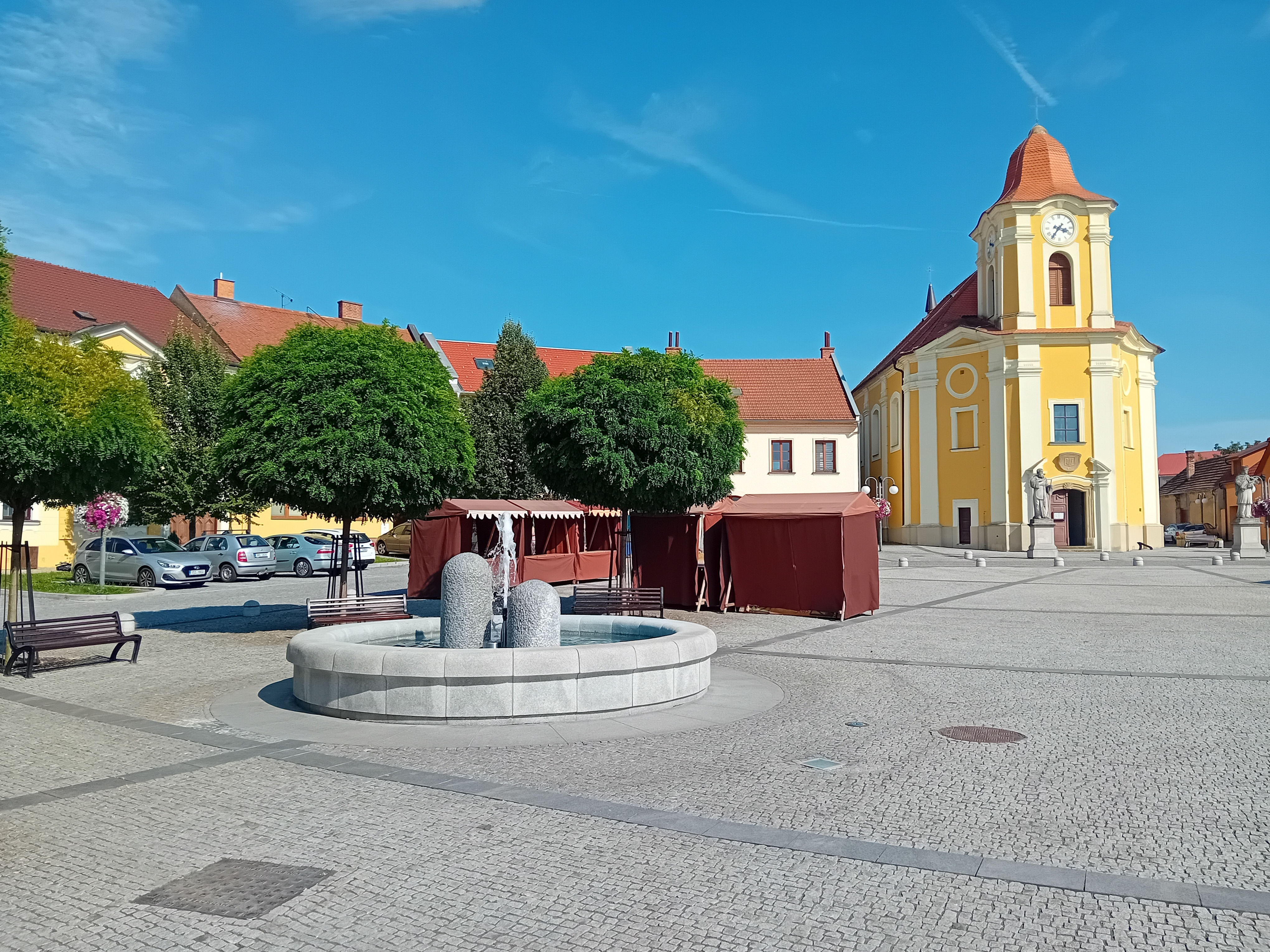
Kašna s fontánou a Kostel svatého Bartoloměje